# Aeonium undulatum
Az Aeonium undulatum a kőtörőfű-virágúak (Saxifragales) rendjébe, ezen belül a varjúhájfélék (Crassulaceae) családjába és a fáskövirózsa-formák (Sempervivoideae) alcsaládjába tartozó faj.

## Előfordulása
Az Aeonium undulatum eredeti előfordulási területe a Kanári-szigetekhez tartozó Gran Canarián van. Az ember betelepítette Új-Zéland Déli- és Északi-szigetére is.

## Képek

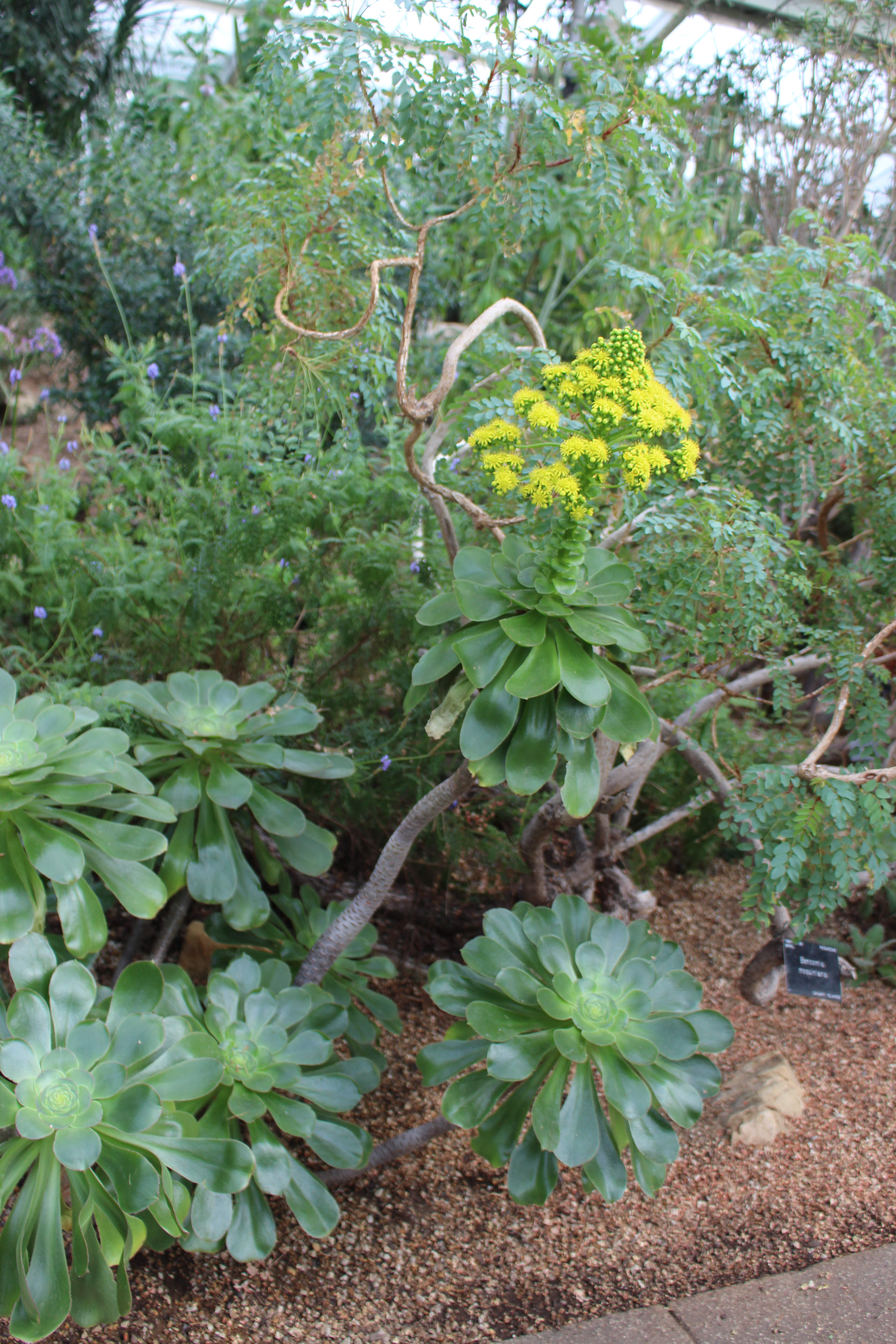
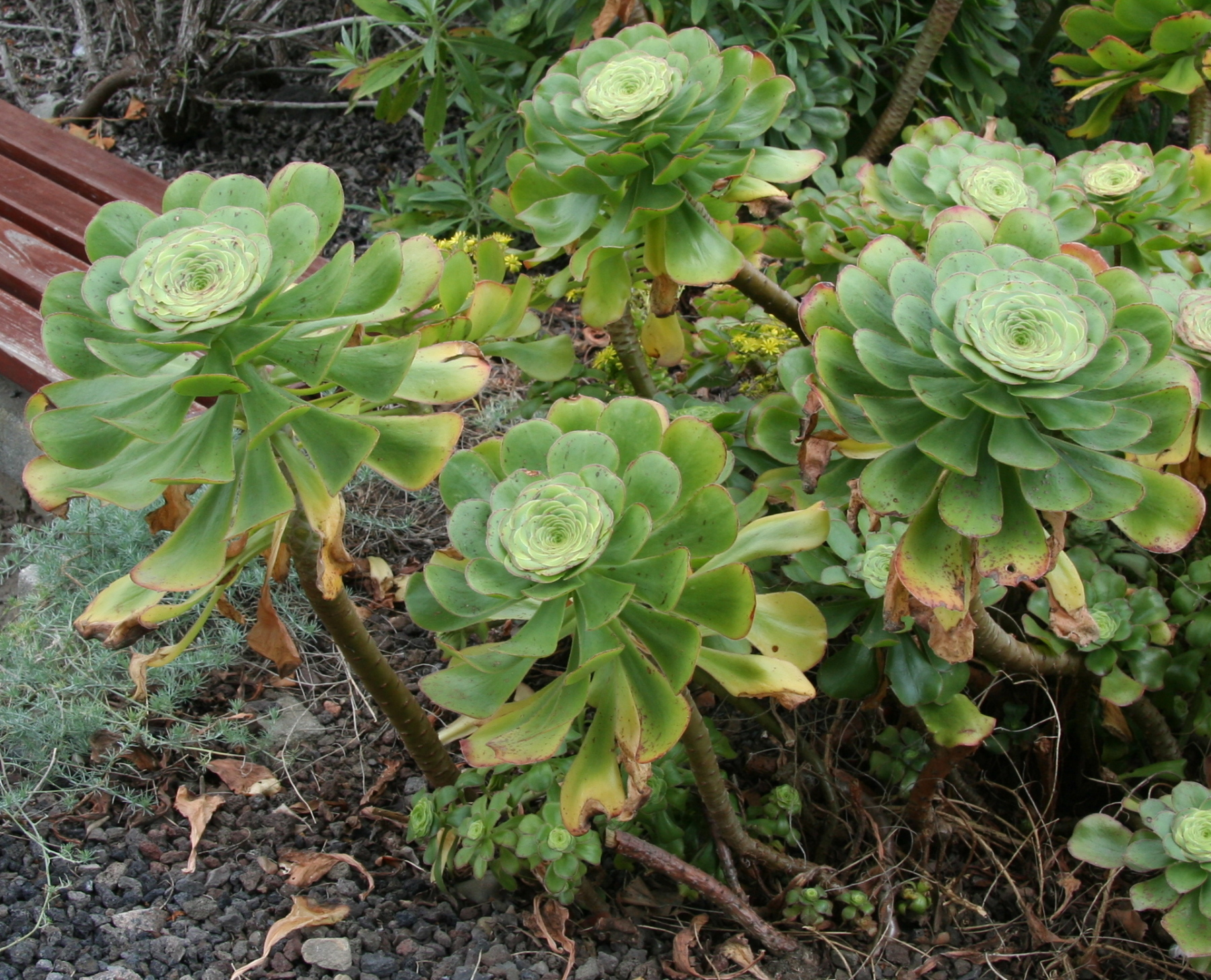
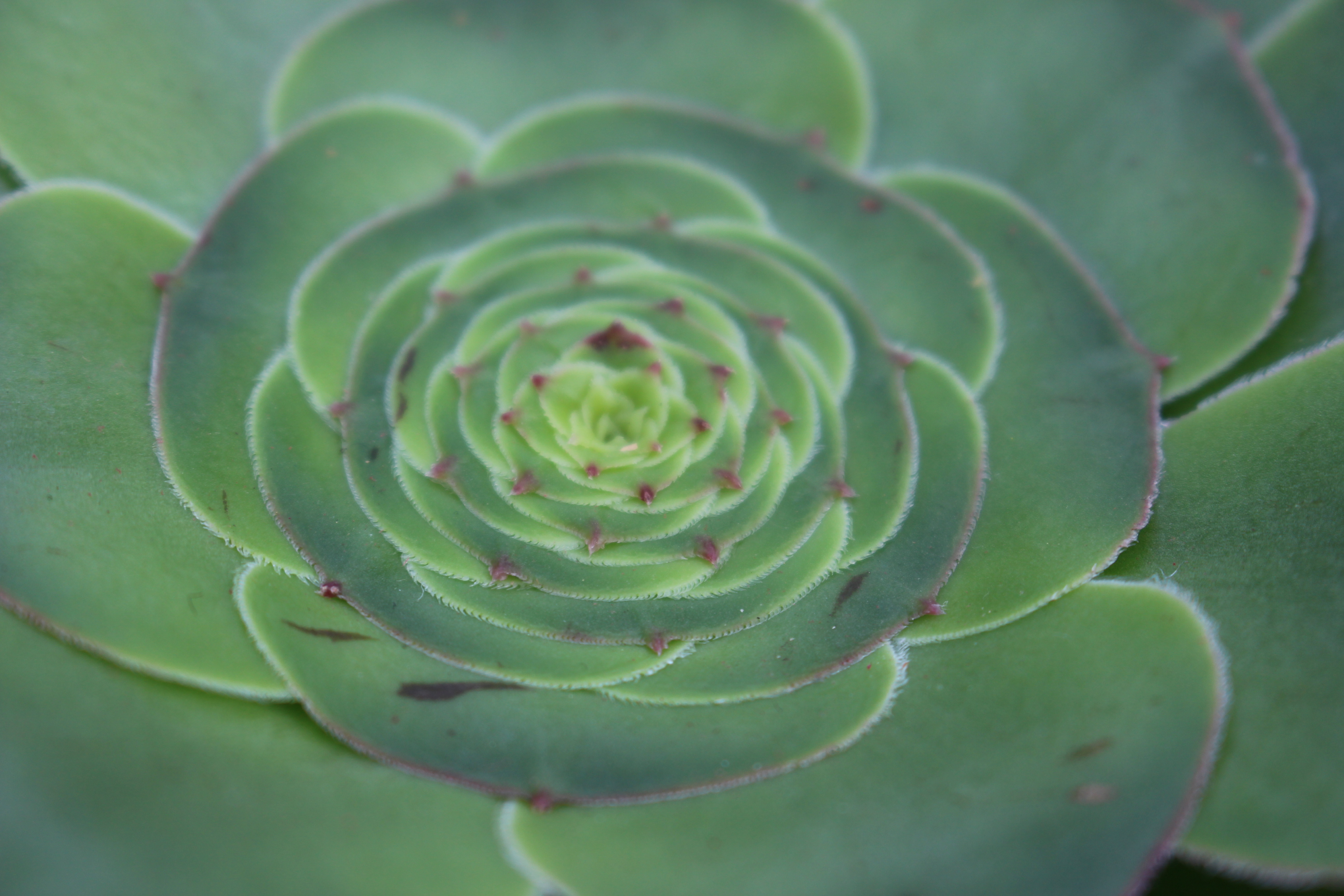
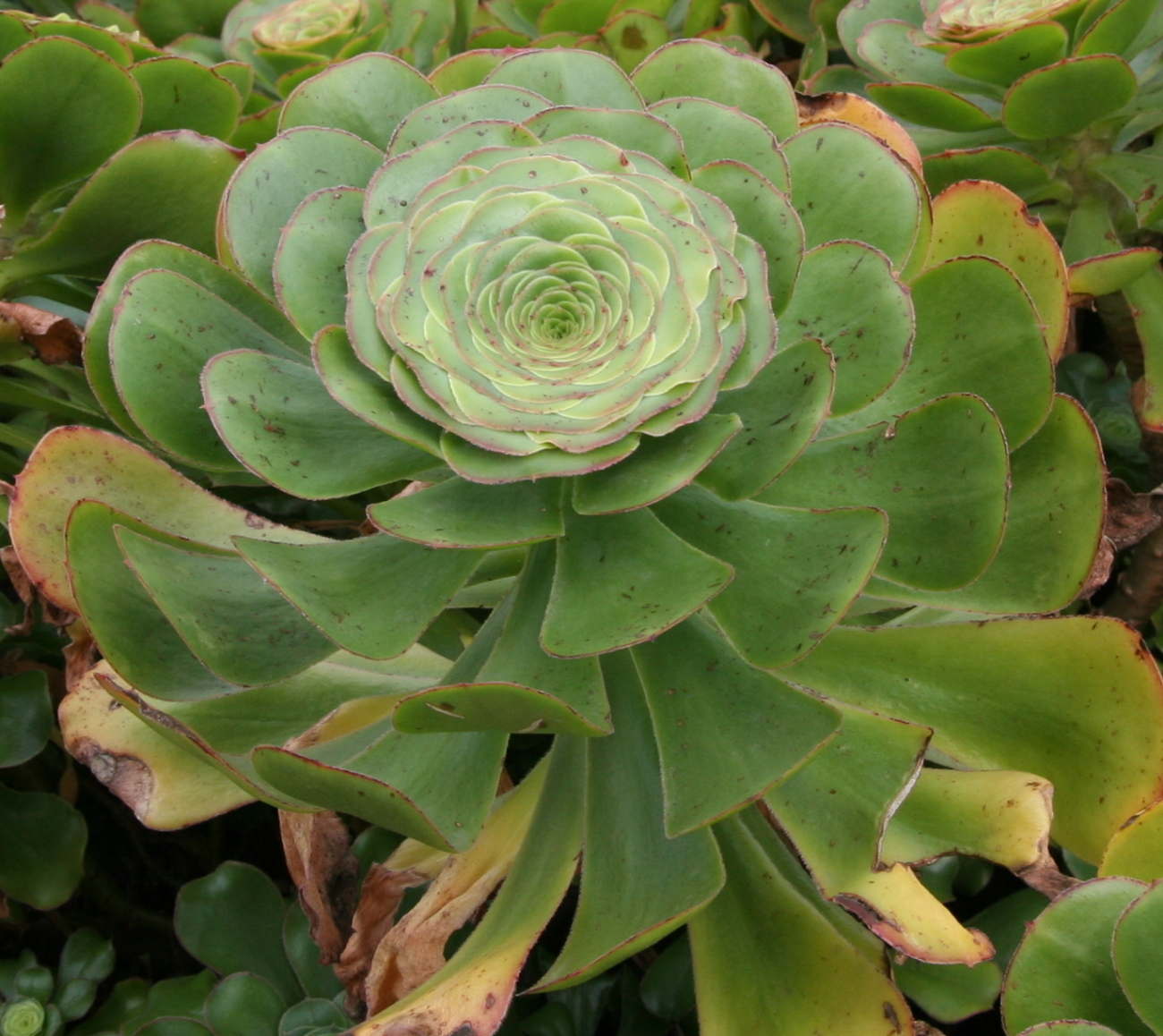
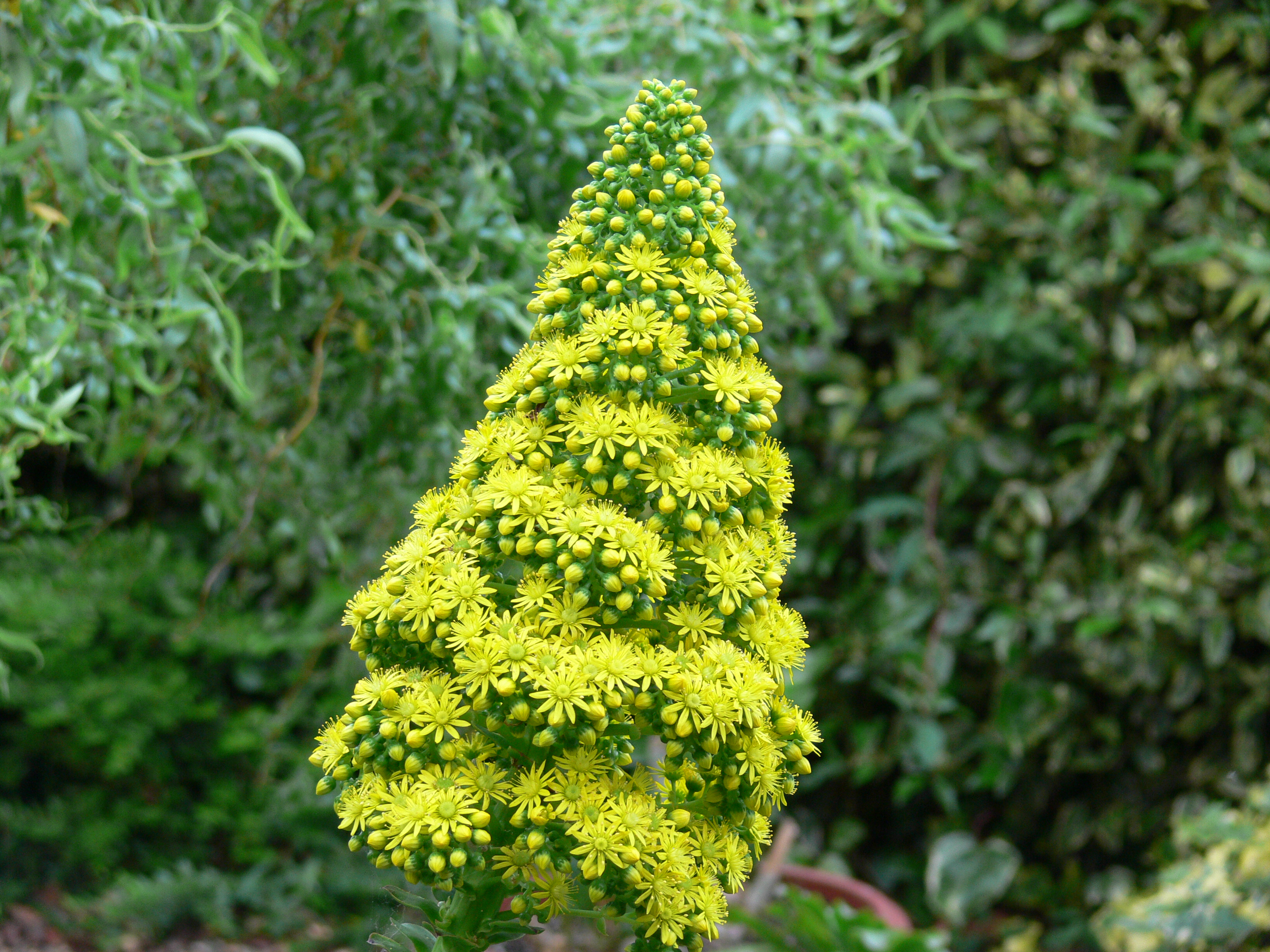

## Megjelenése
Örökzöld, pozsgás levelű növényfaj. Nemzetségének az egyik legnagyobb képviselője. Az elágazás nélküli szárának végén ül a hatalmas 1 méternél nagyobb átmérőjű tőlevélrózsája. A növény csak egyszer virágzik, illetve terem, általában 5 éves korában; azután elpusztul. A virágai sárgák és nagy, kúp alakú virágzatba tömörülnek.